# David Duchovny
David William Duchovny (Nueva York, 7 de agosto de 1960) es un actor estadounidense de TV y cine, logró el reconocimiento internacional por su papel en la serie de televisión The X-Files donde interpreta al agente especial del FBI, Fox Mulder, también por el papel de Hank Moody en Californication.

## Primeros años
Duchovny nació en la ciudad de Nueva York, hijo de Margaret Miller (Meg), maestra y administrativa en una escuela, y Amram Ducovny (1927-2003), escritor y publicista que trabajó para el Comité Judío Estadounidense. Sus abuelos paternos eran inmigrantes judíos de Ucrania y su madre una inmigrante Luterana de Aberdeen, Escocia. Su padre le quitó la letra h a su apellido para evitar las pronunciaciones erróneas mientras servía en el ejército. Tiene dos hermanos, Daniel y Laurie Duchovny que no se dedican al mundo de la interpretación.

### Educación

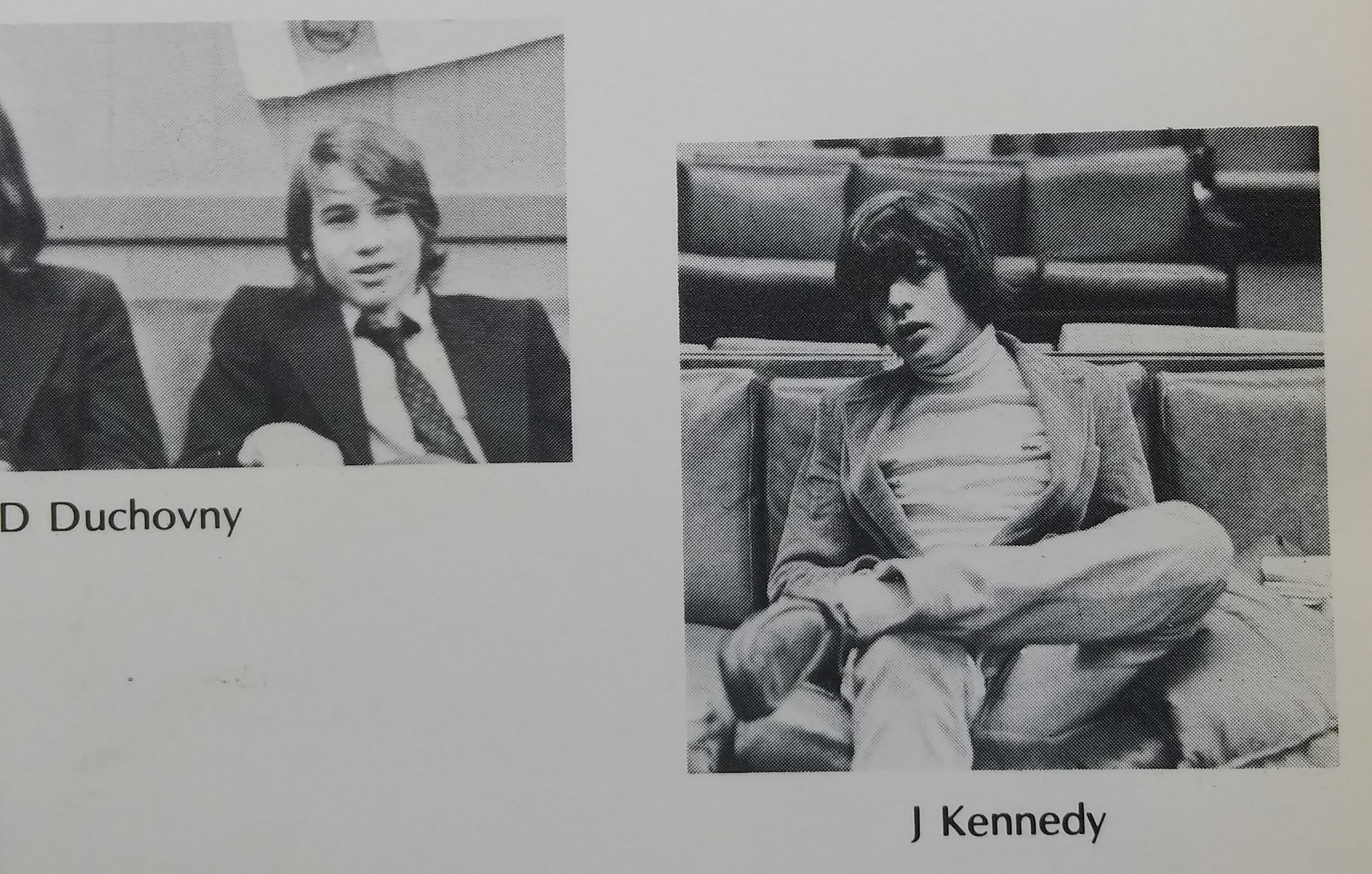
Fotos adyacentes de Duchovny y JFK Jr cuando tenían 14 años, del anuario de Collegiate School, 1975

Estudió en el The Collegiate School For Boys (en Manhattan, donde John F. Kennedy Jr. fue un compañero de clase) para poco después graduarse en la prestigiosa Universidad de Princeton y posteriormente licenciarse en un máster de Literatura Inglesa en la Universidad de Yale. Comenzó a preparar el doctorado, pero lo dejó poco después cuando entró de lleno en el mundo de la interpretación.
Jugaba en los equipos de baloncesto y béisbol de Princeton y Yale.

## Carrera

### Comienzos
Empezó rodando anuncios y papeles de segunda en películas de serie B hasta que un golpe de suerte hizo que empezara a ser un secundario conocido en la industria del cine por películas como Kalifornia (junto a Brad Pitt y Juliette Lewis) o Beethoven. En la pequeña pantalla se dio a conocer por su papel de agente del FBI en la galardonada y afamada serie The X-Files. También hizo de narrador y presentador en la serie erótica de Showtime, Red shoe diaries.

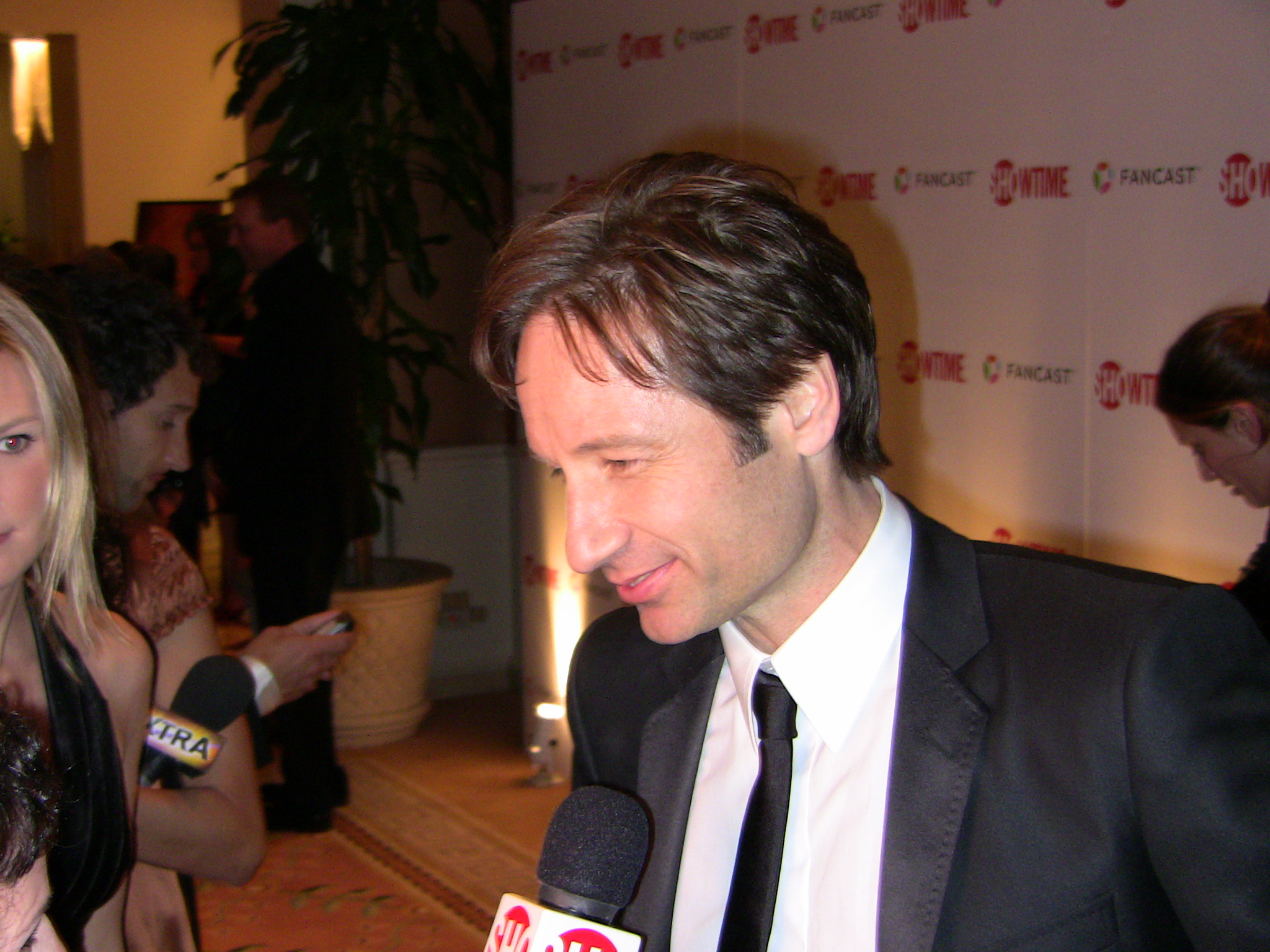
Duchovny en los Premios Globo de Oro 2009.

### Expediente X
Sin duda su carrera despegó en 1993 cuando le dieron el papel protagonista en la serie de FOX, The X-Files, convirtiéndolo en una de las caras más conocidas de la pequeña pantalla. En la serie interpretaba al agente especial del FBI, Fox Mulder, obsesionado por la abducción de su hermana pequeña Samantha que sucedió cuando él era un niño. La serie gira en torno a la resolución de los Expedientes X, además de intentar descubrir toda una conspiración del gobierno que intenta ocultar la verdad sobre lo que en realidad ocurre. Su fiel compañera es Dana Scully, interpretada por Gillian Anderson.  El episodio donde Mulder y Scully se besan por primera vez fue uno de los más vistos de la historia. Casi desde el principio la serie tomó el apelativo de serie de culto, enganchando a millones de personas en todo el mundo, deseosos de saber lo que realmente oculta el gobierno y saber si hay alguien ahí aparte de nosotros. La serie duró nueve temporadas, pero Duchovny decidió que el personaje era tan inmenso que podría encasillarse y decidió abandonar la serie al finalizar la séptima temporada. Durante la octava temporada se le pudo ver en algunos episodios y tan solo salió en el último capítulo de la novena y última temporada para poner el broche de oro a una de las mejores series de la historia de la televisión. Además de actuar, David escribió y dirigió varios episodios de The X-Files.
La serie fue un éxito desde su estreno, colocando a Fox como canal líder. Tal fue así, que a finales de la quinta temporada se estrenó la película The X-Files: Fight the Future (1998),  en el que Mulder y Scully volvían a investigar una conspiración del gobierno. La película recaudó 189 millones de dólares en todo el mundo convirtiéndose en un éxito.
Diez años después del estreno de la primera película y después del fin de la serie, Duchovny y Anderson volvieron a interpretar a sus personajes en la película The X-Files: I Want to Believe, desmarcándose de la vertiente extraterrestre y resolviendo un misterio inexplicable, otra de las líneas argumentales de la serie. De nuevo la película fue un éxito, aunque recaudando esta vez una cifra mucho más moderada con 68 millones de dólares y recibiendo críticas mucho más variadas que la primera película.
En marzo de 2015 se confirmó que la serie volvería a emitirse con una décima temporada de seis episodios durante 2015/2016 y una undécima temporada con otros diez episodios en el 2018.

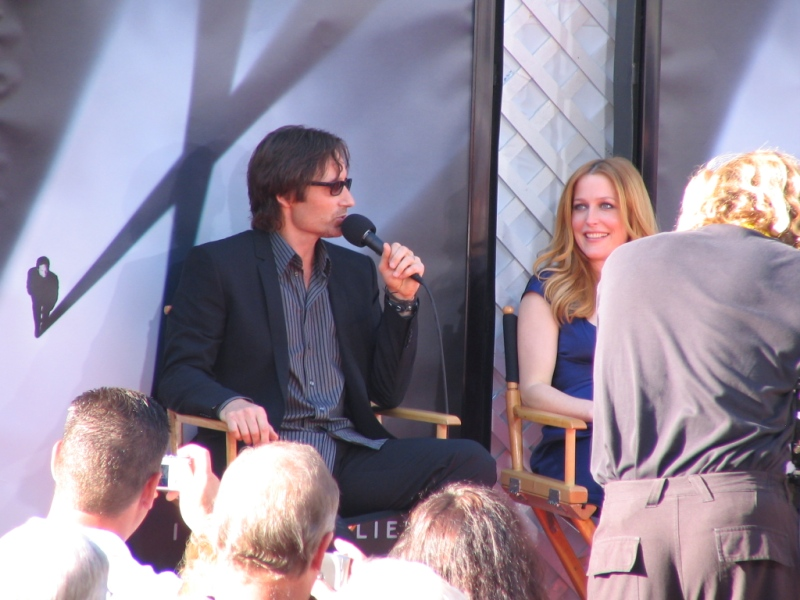
Duchovny y Gillian Anderson en la presentación de The X-Files: I Want to Believe.

### Otros proyectos
Desde mediados de The X-Files y después de dejarla, David protagonizó películas como Evolution, Trust the Man con Julianne Moore, Return to Me, The Secret, Things We Lost in the Fire con Benicio del Toro y Halle Berry, y su ópera prima como director, House of D, junto a Robin Williams y su esposa Téa Leoni. También ha protagonizado papeles secundarios en películas como Connie y Carla, Full Frontal con Julia Roberts, Zoolander, entre otras.
Se le pudo ver al final de la serie Sex and the City, donde interpretó a Jeremy, un antiguo novio de Carrie, en el capítulo "Boy Interrupted". También puso la voz a su personaje Fox Mulder en un episodio de Los Simpson y en varios videojuegos como Área 51. 
Además de acudir a innumerables entrevistas para programas como los conducidos por Jay Leno, Conan O'Brien o David Letterman, actuó en el longevo programa Saturday Night Live o Who Wants to Be a Millionaire?, en el que consiguió 32.000 dólares, al fallar la pregunta de los 500.000 dólares, que le hizo perder los 250.000 dólares ya obtenidos.
En marzo de 2014, NBC anunció que una nueva serie, titulada Aquarius y protagonizada por Duchovny, había sido encargada. Duchovny encarna a un sargento de la policía de los años sesenta que investiga a un criminal de poca monta y líder de secta Charles Manson.

### Californication
Entre 2007 y 2014, durante siete temporadas, produjo y protagonizó la serie Californication, papel por el que ganó el Globo de Oro como mejor actor de comedia en 2007 y consiguió la nominación en 2008, 2009, 2010 y 2011. Gracias a este segundo Globo de Oro, se convirtió junto a Jim Carrey, en los únicos actores en la historia de estos premios que han ganado un Globo de Oro en cada categoría, drama y comedia.
Esta serie, en la que interpreta a un escritor que vive su peor momento, adicto al sexo, recién separado y que ha perdido la inspiración, ha devuelto a Duchovny la primera plana, consiguiendo desmarcarse de la sombra de Mulder. Aquí Duchovny interpreta a Hank Moody, un problemático novelista neoyorquino que se muda a Los Ángeles y sufre un bloqueo como escritor. Es adicto al alcohol, a las drogas y al sexo, lo que complica su relación con su “pareja” Karen (McEkhone) y con su hija Becca (Madeleine Martin).
En las siete temporadas, Hank busca un propósito en su vida ayudado por personajes como su mejor amigo y agente, Charlie Runkle (Evan Handler) y la esposa de este, Marcy (Pamela Adlon).

### Teatro
Duchovny debutó en el teatro el 28 de octubre de 2010 con la obra The Break of Noon de Neil Labute en The Lucille Lortel Theatre en Nueva York. En principio la obra estaba prevista que finalizara el 12 de diciembre de 2010 pero debido al éxito de afluencia de público se extendió hasta el 22 de diciembre de 2010. Posteriormente, la obra fue representada en Los Ángeles aunque Duchovny no formó parte de esa segunda ronda de actuaciones.
Durante la hora y media de duración de la obra, David Duchovny no abandona el escenario, resaltando el monólogo del comienzo y del final de la obra del actor de quince minutos de duración cada uno. Compartió cartel con Amanda Peet, Tracee Chimo y John Earl Jelks.

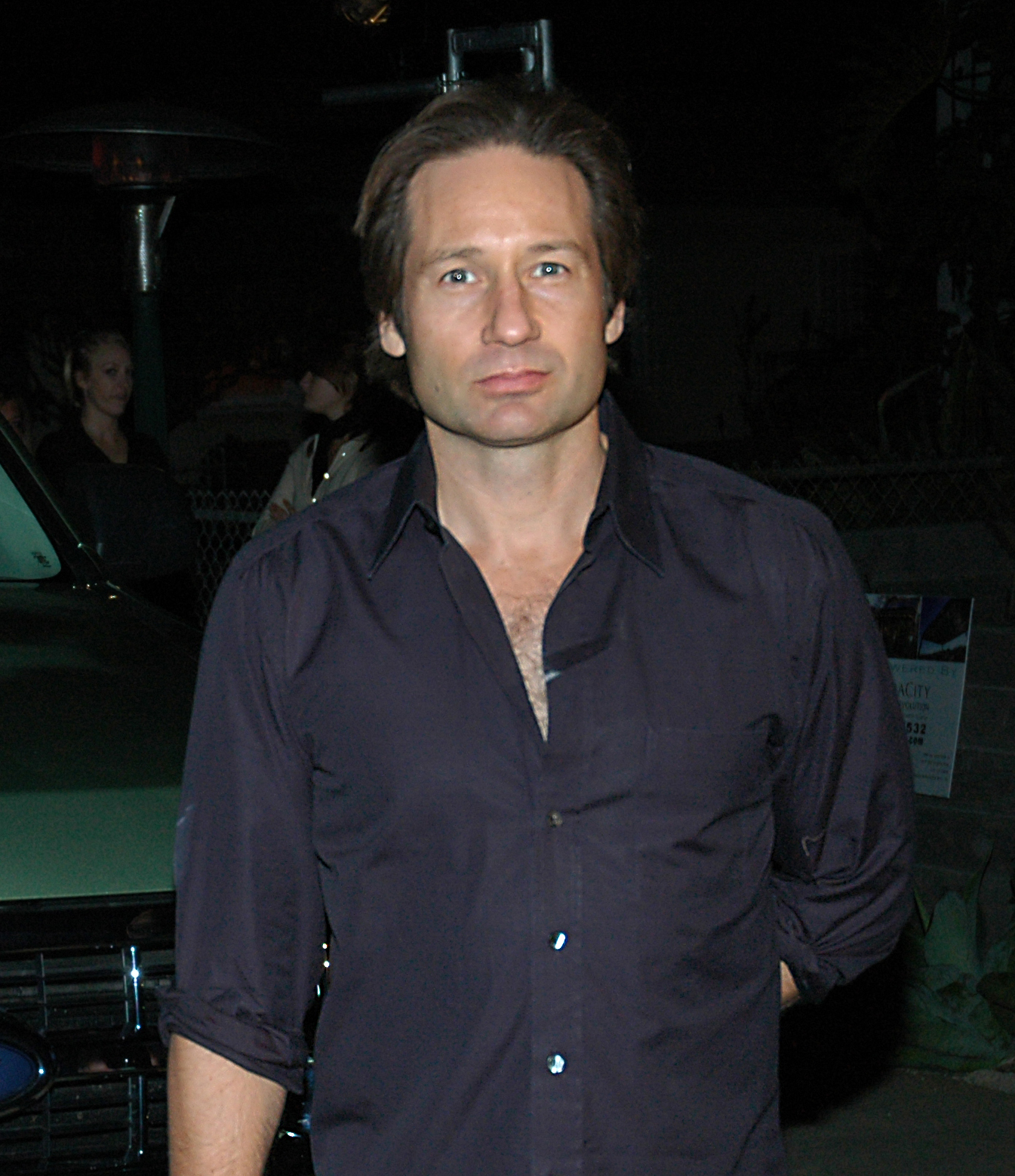
Duchovny en 2007.

## Vida privada
David contrajo matrimonio el 6 de mayo de 1997 con la actriz Téa Leoni, que también apareció en The X-Files, en el episodio "Hollywood A.D". El 24 de abril de 1999 nació Madeleine West Duchovny, su primera hija (por la cual se tatuó una brújula señalando el oeste en el tobillo en 1999). Tres años después, el 15 de junio de 2002 nació su segundo hijo, un varón llamado Kyd Miller Duchovny (por el cual se tatuó el símbolo del yin y el yang en 2008). En 2007, por su décimo aniversario de bodas, se tatuó las letras AYSF en el dedo del anillo. 
El 15 de octubre de 2008 y después de muchas especulaciones, Tea Leoni y David Duchovny anunciaron formalmente su separación. Aunque al principio se barajó que fue por culpa de infidelidades, parece ser que la crisis personal que tenía Duchovny unida a la adicción al sexo que padeció, propició la separación. Poco tiempo después de que saliera de rehabilitación fue visto nuevamente con Leoni. Los rumores de reconciliación comenzaron a circular, sobre todo porque Duchovny la mencionó en la ceremonia de los Globos de Oro del año 2009, hasta que finalmente se supo que habían regresado como pareja. Lo cual confirmaron las fotografías de ellos juntos y entrevistas dadas por Duchovny. Posteriormente en el 2011, se separan nuevamente, aunque no se habían divorciado aún, según Duchovny en una entrevista concedida en 2012 para el Inquirer de Filipinas. 
En agosto de 2014 se dio a conocer, después de diecisiete años de matrimonio, que David Duchovny y Téa Leoni se divorciaban de manera definitiva. La pareja llegó a un acuerdo para compartir la custodia legal de sus dos hijos, Kyd Miller y Madelaine West, aunque estos se quedaron a vivir con su madre.

## Filmografía

### Películas
| Año  | Título                               | Rol                      | Nota                |
| ---- | ------------------------------------ | ------------------------ | ------------------- |
| 1988 | Working Girl                         | Tess's Friend            |                     |
| 1989 | New Year's Day                       | Billy                    |                     |
| 1990 | Denial                               | John                     |                     |
| 1990 | Bad Influence                        | Club Goer                |                     |
| 1991 | Julia Has Two Lovers                 | Daniel                   |                     |
| 1991 | Don't Tell Mom the Babysitter's Dead | Bruce                    |                     |
| 1991 | The Rapture                          | Randy                    |                     |
| 1992 | Ruby                                 | Officer Tippit           |                     |
| 1992 | Beethoven                            | Brad                     |                     |
| 1992 | Red Shoe Diaries                     | Jake Winters             |                     |
| 1992 | Venice/Venice                        | Dylan                    |                     |
| 1992 | Chaplin                              | Roland "Rollie" Totheroh |                     |
| 1993 | Kalifornia                           | Brian Kessler            |                     |
| 1997 | Playing God                          | Dr. Eugene Sands         |                     |
| 1998 | The X-Files: Fight the Future        | Fox Mulder               |                     |
| 2000 | Return to Me                         | Bob Rueland              |                     |
| 2001 | Evolution                            | Dr. Ira Kane             |                     |
| 2001 | Zoolander                            | JP Prewitt               |                     |
| 2002 | Full Frontal                         | Bill / Gus               |                     |
| 2004 | Connie and Carla                     | Jeff                     |                     |
| 2004 | House of D                           | Tom Warshaw              | Escritor y director |
| 2005 | Trust the Man                        | Tom                      |                     |
| 2006 | Queer Duck: the Movie                | Tiny Jesus               |                     |
| 2006 | The TV Set                           | Mike Klein               |                     |
| 2007 | Things We Lost in the Fire (film)    | Brian Burke              |                     |
| 2007 | The Secret                           | Dr. Benjamin Marris      |                     |
| 2007 | Quantum Hoops                        | Narrator                 |                     |
| 2008 | The X-Files: I Want to Believe       | Fox Mulder               |                     |
| 2009 | The Joneses                          | Steve Jones              |                     |
| 2012 | Goats                                | The Goat Man             |                     |
| 2013 | Phantom                              | Bruni                    |                     |
| 2013 | Louder Than Words                    | John Fareri              |                     |
| 2020 | The Craft: Legacy                    | Adam Harrison            |                     |
| 2022 | La burbuja                           | Dustin Mulray            |                     |
| 2023 | You People                           | Arnold                   |                     |
| 2023 | Pet Sematary: Bloodlines             | Bill Baterman            |                     |
| 2023 | What Happens Later                   | Bill                     |                     |

### Televisión
| Año        | Título                           | Rol                     | Nota                                 |
| ---------- | -------------------------------- | ----------------------- | ------------------------------------ |
| 1990–91    | Twin Peaks                       | DEA Agent Denise Bryson | 3 episodios                          |
| 1992       | Baby Snatcher                    | David Anderson          | Película para televisión             |
| 1992–97    | Red Shoe Diaries                 | Jake Winters            | 10 episodios                         |
| 1993–2018  | The X-Files                      | Fox Mulder              | Protagonista                         |
| 1995–98    | The Larry Sanders Show           | Él mismo                | 3 episodios                          |
| 1995, 1998 | Saturday Night Live              | Él mismo                | 2 episodios                          |
| 1995       | Eek! The Cat                     | Fox Mulder (voz)        | Episodio: "Eek Space 9"              |
| 1996       | Frasier                          | Tom (voz)               | Episodio: "Frasier Loves Roz"        |
| 1996       | Space: Above and Beyond          | Handsome Alvin          | Episodio: "R&R"                      |
| 1997       | The Simpsons                     | Fox Mulder (voz)        | Episodio: "The Springfield Files"    |
| 1997       | Duckman: Private Dick/Family Man | Richard (voz)           | Episodio: "The Girls of Route Canal" |
| 1998       | Dr. Katz, Professional Therapist | Él mismo                | Episodio: "Metaphors"                |
| 2001       | Los pistoleros solitarios        | Fox Mulder              | Episodio: #12 All About Yves         |
| 2002       | Primetime Glick                  | Él mismo                | 2 episodios                          |
| 2002       | Life with Bonnie                 | Johnny Volcano          | 2 episodios                          |
| 2003       | Sex and the City                 | Jeremy                  | Episodio: "Boy, Interrupted"         |
| 2007–14    | Californication                  | Hank Moody              | Protagonista                         |
| 2015–16    | Aquarius                         | Sam Hodiak              | 26 episodios                         |
| 2016       | Better Things                    | Él mismo                | Episodio: "Brown"                    |
| 2017       | Twin Peaks                       | Denise Bryson           | Episodio: “Part 4”                   |
| 2021       | La directora                     | Él mismo                | Episodio 4                           |

### Videojuegos
| Año  | Título                       | Rol        | Nota |
| ---- | ---------------------------- | ---------- | ---- |
| 1998 | The X-Files Game             | Fox Mulder |      |
| 2003 | XIII                         | Jason Fly  |      |
| 2004 | The X-Files: Resist or Serve | Fox Mulder |      |
| 2005 | Area 51                      | Ethan Cole |      |

## Álbumes

### Álbumes de estudio
| Año  | Título              |
| ---- | ------------------- |
| 2015 | Hell or Highwater   |
| 2018 | Every Third Thought |
| 2021 | Gestureland         |

## Libros
- 2015: Holy Cow: A Modern-Day Dairy Tale, Farrar, Straus and Giroux ISBN 978-0-374-17207-7.
- 2016: Bucky F*cking Dent, Farrar, Straus and Giroux ISBN 978-0-374-11042-0.
- 2018: Miss Subways: A Novel, Farrar, Straus and Giroux ISBN 978-0-374-21040-3.

## Música
El 12 de mayo de 2015, Duchovny lanzó su primer álbum de música titulado Hell or Highwater, que consta de 12 canciones. 
El 9 de febrero de 2018, Duchovny lanzó su segundo álbum titulado Every Third Thought.

## Premios y nominaciones

### Premios Emmy
| Año  | Categoría                                          | Serie o miniserie      | Resultado |
| ---- | -------------------------------------------------- | ---------------------- | --------- |
| 1997 | Mejor actor invitado en una serie cómica o musical | The Larry Sanders Show | Nominado  |
| 1997 | Mejor actor principal en una serie de drama        | The X-Files            | Nominado  |
| 1998 | Mejor actor principal en una serie de drama        | The X-Files            | Nominado  |
| 2003 | Mejor actor invitado en una serie cómica o musical | Life with Bonnie       | Nominado  |

### Premios Globo de Oro
| Año  | Categoría                                      | Serie                                 | Resultado |
| ---- | ---------------------------------------------- | ------------------------------------- | --------- |
| 1995 | Mejor actor en una serie de drama TV           | The X-Files                           | Nominado  |
| 1996 | Mejor actor en una serie de drama TV           | The X-Files                           | Ganador   |
| 1997 | Mejor actor en una serie de drama TV           | The X-Files                           | Nominado  |
| 1998 | Mejor actor en una serie de drama TV           | The X-Files                           | Nominado  |
| 2007 | Mejor actor en una serie de drama y comedia TV | Californication (serie de televisión) | Ganador   |
| 2008 | Mejor actor en una serie de drama y comedia TV | Californication (serie de televisión) | Nominado  |
| 2009 | Mejor actor en una serie de drama y comedia TV | Californication (serie de televisión) | Nominado  |
| 2011 | Mejor actor en una serie de drama y comedia TV | Californication (serie de televisión) | Nominado  |